# Serghei Șarikov
Serghei Aleksandrovici Șarikov (rusă Сергей Александрович Шариков; n. 18 iunie 1974, Moscova, RSFS Rusă, URSS – d. 6 iunie 2015, Tarussky District⁠(d), Regiunea Kaluga, Rusia) a fost un scrimer rus specializat pe sabie. 
A fost vicecampion olimpic la Atlanta 1996, pierzând în finală cu coleg de lot național Stanislav Pozdniakov. A fost dublu campion olimpic cu echipa Rusiei la Atlanta 1996 și la Sydney 2000. A fost triplu campion mondial pe echipe (în 2001, 2002 și 2003) și triplu campion european (la individul în 2000, pe echipe în 2000 și 2001).
Era membru al comitetul executiv și consilier prezidențial Federației Ruse de Scrimă.
A  murit pe 6 iunie 2015 într-un accident de mașină.

## Legături externe
- Prezentare la Federația Rusă de Scrimă
- Prezentare Arhivat în 5 aprilie 2015, la Wayback Machine. la Confederația Europeană de Scrimă
- en Serghei Șarikov la Olympedia.org